# Thor (revue)
Pour les articles homonymes, voir Thor (homonymie).
Thor est une publication Arédit/Artima qui parut sous plusieurs formes dans plusieurs collections de cet éditeur entre août 1977 et mai 1985, consacrée au super-héros Marvel Thor.
Une première série petit format noir et blanc paraît d'août 1977 à septembre 1984 dans la Collection Flash (27 numéros). Elle publie en français les comics Journey into Mystery (avec Thor) et The Mighty Thor, Avengers, Captain America, ainsi que quelques numéros de Tales to Astonish ou Tales of Suspense.
Une seconde série, en tous points comparables mais en couleurs, y fait suite dans la Collection Flash Nouvelle formule, à partir d'octobre 1983 jusqu'à mai 1985 (15 numéros). En plus des aventures de Thor dans The Mighty Thor, elle publie les comics Marvel Master of Kung-Fu, ainsi que quelques numéros de Avengers, 2001: A Space Odyssey, Tales to Astonish, Daredevil et US 1.
Parallèlement à ce périodique, Arédit/Artima lance à partir de janvier 1979 une revue en couleurs centrée sur le même personnage : Thor, le fils d'Odin, dans la Collection Artima Color Marvel SuperStar (24 numéros jusqu'à septembre 1984), qui publie pêle-mêle les mêmes comics.